# 基爾號驅逐艦 (DD-145)
基爾號驅逐艦（舷號DD-145）是一艘美國海軍建造的驅逐艦，為維克斯級驅逐艦的71號艦。她是美軍第一艘以基爾為名的軍艦，以紀念美國內戰時期的海軍軍官詹姆士·基爾（James A. Greer）。
基爾號在1918年於克雷普父子造船廠開始建造，在同年下水服役，其時第一次世界大戰已經結束。稍後基爾號分別在大西洋及遠東亞洲艦隊執勤，並在1922年退役封存。1930年基爾號重返現役，在太平洋及大西洋之間作訓練用途，於1936年再次退役。第二次世界大戰爆發後，基爾號重新服役，並在大西洋西部作中立巡航，護航商船。1941年9月，基爾號在前往冰島途中，因追擊德國U-652號潛艇而引發外交風波。美國指德國潛艇攻擊在先，而下令美軍可自由攻擊進入美國海域的德國與意大利軍艦，然而事實上基爾號是收到英國飛機報告後，主動追蹤德國潛艇近三小時，並以深水炸彈攻擊在先，迫使德國潛艇以魚雷反擊。美國在年底參戰後，基爾號繼續負責護航商船，期間曾發生多次撞船意外。1944年基爾號改為靶艦，訓練海軍飛行員。1945年基爾號退役除籍，並出售拆解。